# Gauthier Grumier
Gauthier Grumier, född 29 maj 1984 i Nevers, är en fransk fäktare.
Grumier blev olympisk guldmedaljör i värja vid sommarspelen 2016 i Rio de Janeiro.